# 比謝爾魏爾湖

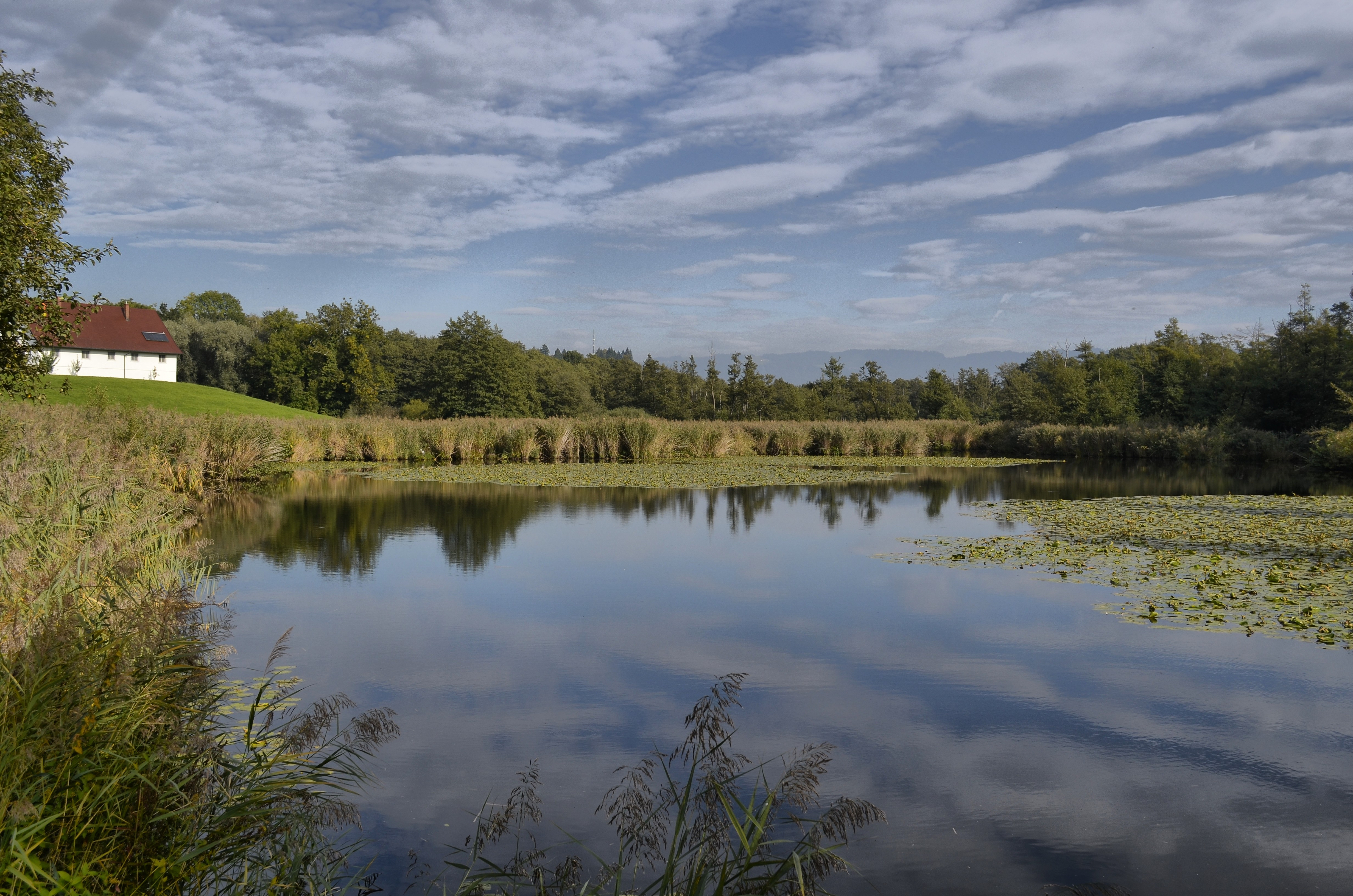

47°33′56″N 9°39′20″E / 47.565446853794°N 9.6555550501289°E
比謝爾魏爾湖（德語：Bichelweiher），是德國的湖泊，位於該國東南部，由巴伐利亞州負責管轄，長0.2公里、寬0.1公里，面積0.01平方公里，海拔高度401米，湖岸線長度0.4公里。